# Lachnum britzelmayrionum
Lachnum britzelmayrionum är en svampart som beskrevs av Rehm 1893. Lachnum britzelmayrionum ingår i släktet Lachnum och familjen Hyaloscyphaceae.   Inga underarter finns listade i Catalogue of Life.